# Akahata Shimbun
Akahata Shimbun (しんぶん赤旗 (Báo Cờ Đỏ) Shinbun Akahata) là cơ quan ngôn luận Đảng Cộng sản Nhật Bản dưới hình thức nhật báo quốc gia. Thành lập vào năm 1928. Có trụ sở chính tại Sendagaya, Tokyo và 10 văn phòng nước ngoài bao gồm Bắc Kinh, Berlin, Cairo, Hà Nội, London, Mexico, Moskva, New Delhi, Paris và Washington.